# Eco FM
Eco FM este un post de radio din Republica Moldova. Grila de emisie este compusă din reportaje ecologice, cât și promovarea științei și mai multe emisiuni dedicate studenților.

## Istorie
Postul de radio emite în eter în raionul Ștefan Vodă din aprilie 2015, în raionul Fălești din martie 2016, în raionul Sîngerei din mai 2017 și în raionul Anenii Noi din iunie 2018. Către 2023, Eco FM a primit licență de emisie și în municipiul Chișinău.
La începutul anului 2017, Inspectoratul Ecologic de Stat a decernat mai multor ONG-uri și companii de mass-media, printre care Eco FM, diplome pentru promovarea valorilor ecologice în societate.

## Stații de emisie
În februarie 2023, Eco FM emitea pe următoarele frecvențe:
- Anenii Noi - 104,4 MHz
- Chișinău - 95,7 MHz
- Fălești - 97,6 MHz
- Sîngerei - 100,2 MHz
- Ștefan Vodă - 98,5 MHz
- Ungheni - 88,9 MHz